# Governo Schmidt III
Il terzo governo Schmidt è stato il tredicesimo governo della Repubblica Federale Tedesca, formatosi dopo le Elezioni federali dell'80, in carica dal 6 novembre 1980 al 1º ottobre 1982 durante la nona legislatura del Bundestag. Il governo era guidato dal cancelliere uscente Helmut Schmidt, ed era sostenuto dalla coalizione "giallo-rossa" tra i liberali della FDP e i socialdemocratici della SPD.
Nel settembre 1982, i liberali abbandonarono la coalizione di governo. Il 1º ottobre, il Bundestag, con 256 voti favorevoli (sette in più dei 249 necessari per ottenere la maggioranza assoluta e con ancora alcuni liberali favorevoli al governo), sostituì Schmidt con il cristianodemocratico Helmut Kohl tramite lo strumento della sfiducia costruttiva.

## Situazione Parlamentare
La legenda raffigura la situazione  parlamentare al momento del giuramento del nuovo governo: 
| Camera    | Collocazione | Partiti             | Seggi     |
| --------- | ------------ | ------------------- | --------- |
| Bundestag | Maggioranza  | SPD (228), FDP (54) | 278 / 519 |
| Bundestag | Opposizione  | CDU (185), CSU (52) | 237 / 519 |

Al momento della sfiducia costruttiva, con cui il governo fu dimissionato dopo l’uscita dei liberali dalla coalizione:
| Camera    | Collocazione | Partiti                       | Seggi     |
| --------- | ------------ | ----------------------------- | --------- |
| Bundestag | Maggioranza  | SPD (228)                     | 228 / 519 |
| Bundestag | Opposizione  | CDU (185), FDP (54), CSU (52) | 291 / 519 |

## Composizione
| Ministro                             | Nome | Nome                                                       | Partito |
| ------------------------------------ | ---- | ---------------------------------------------------------- | ------- |
| Cancelliere federale                 |      | Helmut Schmidt                                             | SPD     |
| Affari Esteri                        |      | Hans-Dietrich Genscher Vice-cancelliere fino al 17/09/1982 | FDP     |
| Affari Esteri                        |      | Helmut Schmidt                                             | SPD     |
| Interni                              |      | Gerhart Rudolf Baum fino al 17/09/1982                     | FDP     |
| Interni                              |      | Jürgen Schmude                                             | SPD     |
| Giustizia                            |      | Hans-Jochen Vogel fino al 22/01/1981                       | SPD     |
| Giustizia                            |      | Dr. Jürgen Schmude                                         | SPD     |
| Finanze                              |      | Hans Matthöfer fino al 28/04/1982                          | SPD     |
| Finanze                              |      | Manfred Lahnstein                                          | SPD     |
| Economia                             |      | Otto Lambsdorff fino al 17/09/1982                         | FDP     |
| Economia                             |      | Manfred Lahnstein                                          | SPD     |
| Alimentazione, agricoltura e foreste |      | Josef Ertl fino al 17/09/1982                              | FDP     |
| Alimentazione, agricoltura e foreste |      | Björn Engholm                                              | SPD     |
| Lavoro e solidarietà sociale         |      | Herbert Ehrenberg fino al 28/04/1982                       | SPD     |
| Lavoro e solidarietà sociale         |      | Heinz Westphal                                             | SPD     |
| Difesa                               |      | Hans Apel                                                  | SPD     |
| Famiglia, gioventù e Sanità          |      | Antje Huber fino al 28/04/1982                             | SPD     |
| Famiglia, gioventù e Sanità          |      | Anke Fuchs                                                 | SPD     |
| Trasporti                            |      | Volker Hauff                                               | SPD     |
| Poste e telecomunicazioni            |      | Kurt Gscheidle fino al 28/04/1982                          | SPD     |
| Poste e telecomunicazioni            |      | Hans Matthöfer                                             | SPD     |
| Trasporti ed urbanizzazione          |      | Dieter Haack                                               | SPD     |
| Relazioni con la Germania Est        |      | Egon Franke Vice-cancelliere a partire dal 17/09/1982      | SPD     |
| Ricerca e Tecnologia                 |      | Andreas von Bülow                                          | SPD     |
| Formazione e scienze                 |      | Jürgen Schmude fino al 28/01/1981                          | SPD     |
| Formazione e scienze                 |      | Björn Engholm                                              | SPD     |
| Cooperazione economica               |      | Rainer Offergeld                                           | SPD     |